# Euploea timora
Euploea timora är en fjärilsart som beskrevs av Hans Fruhstorfer 1898. Euploea timora ingår i släktet Euploea och familjen praktfjärilar. Inga underarter finns listade i Catalogue of Life.